# 平墳迅
平墳 迅（ひらつか じん、1999年5月19日 - ）は、岐阜県大垣市出身 の元サッカー選手。ポジションはフォワード。

## 来歴
岐阜県大垣市出身で、強豪校から誘いがあったもののセレクションを受けて清水エスパルスユースに入団。清水ユースでは2017年に2種登録選手としてトップチームに登録され、ルヴァンカップにも出場した。2017年9月18日、トップチームに昇格したことが発表された。
2020年8月、藤枝MYFCに育成型期限付き移籍。2020年12月12日、移籍期間満了により藤枝を退団し、翌13日に清水からも契約満了が発表された。
2021年1月23日に鈴鹿ポイントゲッターズに移籍。しかしわずか1年で退団。同年12月9日には、フクダ電子アリーナで行われたJリーグ合同トライアウトに出場した。
2022年、ラインメール青森へ加入した。しかしまたもわずか1年で退団となった。
2023年2月28日のインスタグラムで現役引退を明かした。

## 所属クラブ
ユース経歴
- JUVEN FC 898
- SC岐阜VAMOS
- 清水エスパルスユース
  - 2017年 清水エスパルス（2種登録選手）

プロ経歴
- 2018年 - 2020年   清水エスパルス
  - 2020年8月 - 同年12月   藤枝MYFC（期限付き移籍）
- 2021年   鈴鹿ポイントゲッターズ
- 2022年   ラインメール青森

## 個人成績
| 国内大会個人成績 | 国内大会個人成績 | 国内大会個人成績 | 国内大会個人成績 | 国内大会個人成績 | 国内大会個人成績 | 国内大会個人成績 | 国内大会個人成績 | 国内大会個人成績 | 国内大会個人成績 | 国内大会個人成績 | 国内大会個人成績 |
| 年度             | クラブ           | 背番号           | リーグ           | リーグ戦         | リーグ戦         | リーグ杯         | リーグ杯         | オープン杯       | オープン杯       | 期間通算         | 期間通算         |
| 年度             | クラブ           | 背番号           | リーグ           | 出場             | 得点             | 出場             | 得点             | 出場             | 得点             | 出場             | 得点             |
| 日本             | 日本             | 日本             | 日本             | リーグ戦         | リーグ戦         | リーグ杯         | リーグ杯         | 天皇杯           | 天皇杯           | 期間通算         | 期間通算         |
| ---------------- | ---------------- | ---------------- | ---------------- | ---------------- | ---------------- | ---------------- | ---------------- | ---------------- | ---------------- | ---------------- | ---------------- |
| 2017             | 清水             | 46               | J1               | 0                | 0                | 1                | 0                | 0                | 0                | 1                | 0                |
| 2018             | 清水             | 33               | J1               | 0                | 0                | 0                | 0                | 0                | 0                | 0                | 0                |
| 2019             | 清水             | 19               | J1               | 0                | 0                | 0                | 0                | 0                | 0                | 0                | 0                |
| 2020             | 清水             | 19               | J1               | 0                | 0                | 2                | 0                | -                | -                | 2                | 0                |
| 2020             | 藤枝             | 25               | J3               | 0                | 0                | -                | -                | -                | -                | 0                | 0                |
| 2021             | 鈴鹿             | 33               | JFL              | 8                | 0                | -                | -                | 1                | 0                | 9                | 0                |
| 2022             | 青森             | 7                | JFL              | 10               | 2                | -                | -                | -                | -                | 10               | 2                |
| 通算             | 日本             | 日本             | J1               | 0                | 0                | 3                | 0                | 0                | 0                | 3                | 0                |
| 通算             | 日本             | 日本             | J3               | 0                | 0                | -                | -                | -                | -                | 0                | 0                |
| 通算             | 日本             | 日本             | JFL              | 18               | 2                | -                | -                | 1                | 0                | 19               | 2                |
| 総通算           | 総通算           | 総通算           | 総通算           | 18               | 2                | 3                | 0                | 1                | 0                | 22               | 2                |

- 2017年は2種登録選手

## 代表歴
- 静岡県ユース選抜
  - SBSカップ 国際ユースサッカー（2016年）
- U-18Jリーグ選抜
  - NEXT GENERATION MATCH（2017年）
- U-18日本代表
  - 第23回U18リスボン国際トーナメント（2017年）